# Conus archon
Conus archon är en snäckart som beskrevs av William John Broderip 1833. Conus archon ingår i släktet Conus och familjen kägelsnäckor. Inga underarter finns listade i Catalogue of Life.

## Bildgalleri

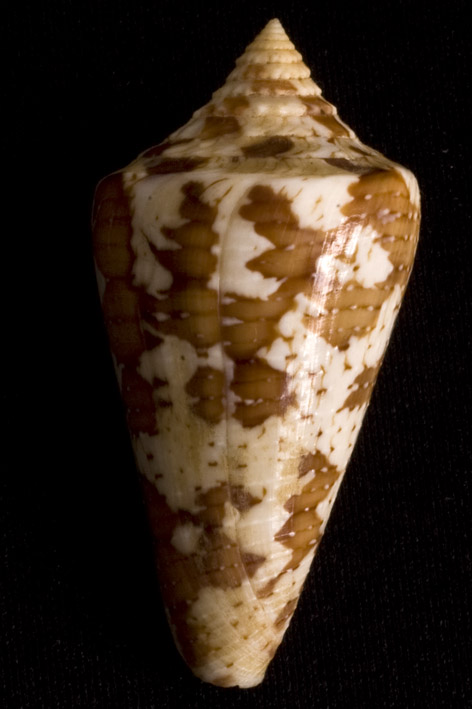
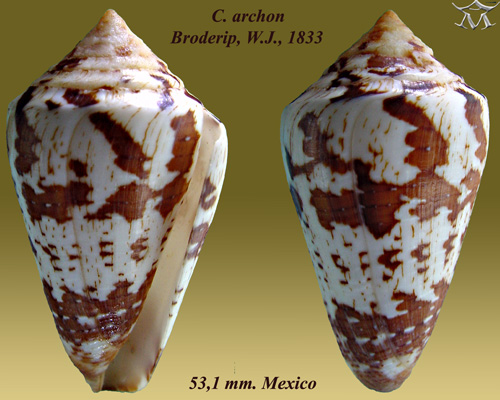
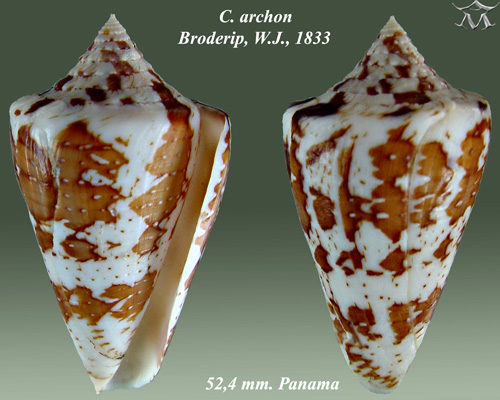